# NGC 6582-2
NGC 6582-2 (другие обозначения — UGC 11146, MCG 8-33-30, ZWG 254.23, KCPG 531B, VV 818, PGC 61513) — галактика в созвездии Геркулес.
Этот объект не входит в число перечисленных в оригинальной редакции «Нового общего каталога» и был добавлен позднее.